# Aaron ben Elijah
Aaron ben Elijah, född 1328/30 i Nicomedia (dagens İzmit i Turkiet) i Osmanska riket, död 1369, var en teolog och filosof. Han bidrog till karaismen, en judisk rörelse från 700-talets Iran som vände sig mot judendomens Talmud och rabbinsk lagsamling. Aaron ben Elijahs synpunkter är summerad i ett samlingsverk, första boken bär titeln ʿEtz ḥayyim (1346; Livets träd) med den 1100-talets judiske filosofen Maimonides skrift Moreh nevukhim som förebild. De övriga verken är Gan Eden (från 1354) och Keter Torah (från 1362).